# Рапанујски језик
Рапанујски језик je аустронежански језик који се говори на Ускршњем острву, Тахитију и Француској Полинезији.
Ускршње острво се на овом језику назива Rapanui, баш као и име језика.
Данас се за овај језик користи латиница, а пре се користило писмо Ронгоронго које још увек није у потпуности дешифровано.